# Douglas Kennedy
Douglas Richards Kennedy (Nova Iorque, 14 de setembro de 1915 - Honolulu, 10 de agosto de 1973) foi um ator estadunidense.
Contratado pela Paramount Pictures e mais tarde pela Warner Brothers, participou em mais de 190 filmes entre 1935 e 1973, carreira esta interrompida somente na Segunda Guerra Mundial, quando serviu no Escritório de Serviços Estratégicos das Forças Armadas dos Estados Unidos. Em alguns filmes, seu nome foi creditado como Doug Kennedy, Douglas R. Kennedy ou Keith Douglas.
Douglas Kennedy morreu no Hawaii, aos 57 anos, em meio as filmagens do seriado Hawaii Five-O.